# Journal of Pharmacology and Experimental Therapeutics
Journal of Pharmacology and Experimental Therapeutics — ежемесячный рецензируемый научный журнал посвящённый фармакологии. Он был основан в 1909 году и в настоящее время издаётся Elsevier от имени American Society for Pharmacology and Experimental Therapeutics. Журнал в основном публикует оригинальные исследовательские статьи, и принимает статьи покрывающие все аспекты взаимодействия химических веществ с биологическими системами.
Джон Джекоб Абель основал общество фармакологов в декабре 1908 года. Он собрал 18 учёных-фармакологов в своей лаборатории с целью организации нового общества. В конце собрания Абель объявил о создании нового журнала.

## Реферирование и индексирование
Журнал реферируется и индексируется в:
- Biological Abstracts[4]
- BIOSIS Previews[англ.][4]
- Chemical Abstracts Service[5]
- Current Contents/Life Sciences[4]
- Embase[англ.][6]
- Index Medicus[англ.]/MEDLINE/PubMed[7]
- Science Citation Index Expanded[4]
- Scopus[8]

Согласно Journal Citation Reports в 2023 году журнал имел импакт-фактор 3.1.